# Defense of the Ancients
Defence of the Ancients (DotA) este un scenariu pentru jocul de strategie Warcraft III: Reign of Chaos și pachetul de expansiune, Warcraft III: The Frozen Throne, bazat pe harta de StarCraft "Aeon of Strife". Obiectivul Scenariului pentru fiecare echipă este să distrugă Anticul adversarului, structuri foarte bine apărate în fiecare colț al hărții. Jucătorii folosesc unități puternice cunoscute ca eroi, și sunt ajutați de eroii aliați și de luptători controlați de Inteligentul Artificial, numiți "creeps". La fel ca în RPG-uri (Role Playing Games, Joc video de rol pentru calculator) jucătorii avansează în level cu eroii lor și folosesc gold (aur) pentru a cumpăra artefacte (itemi/echipament) în timpul misiunii.
Scenariul a fost creat cu ajutorul World Editor-lui din Warcraft III: Reign of Chaos, și a fost updatat odată cu apariția pachetului de expansiune, The Frozen Throne. Au fost multe variații de la versiunea originală; cel mai popular fiind DotA Allstars, care a fost simplificat la DotA cu publicarea versiunii 6.68. Acest scenariu a fost păstrat de mai mulți autori în timpul creației lui, iar în prezent developer-ul anonim cunoscut sub numele de "IceFrog" se ocupă de joc din 2005.
De la apariția originală, DotA a devenit o categorie la mai multe competiții la nivel mondial, inclusiv BlizzCon (Blizzard Entertainment), Asian World Cyber Games, precum și Cyberathlete Amateur și CyberEvolution leagues. Gamasutra a declarat că DotA este probabil cel mai popular joc gratuit din lume.
Corporația Valve a lansat Dota 2 gratuit pe steam.